# Melissoptila villosa
Melissoptila villosa là một loài Hymenoptera trong họ Apidae. Loài này được Urban mô tả khoa học năm 1998.